# اس‌اس سیردهانا (۱۹۴۷)
اس‌اس سیردهانا (۱۹۴۷) (به انگلیسی: SS Sirdhana (1947)) یک کشتی بود. این کشتی در سال ۱۹۴۷ ساخته شد.